# 4 in paradiso
4 in paradiso (The Young in Heart, conosciuto in Italia anche con il titolo Avventurieri del Bengala.) è un film del 1938 diretto da Richard Wallace. È una commedia drammatica statunitense con Janet Gaynor, Douglas Fairbanks Jr. e Paulette Goddard. È basato sul romanzo  The Gay Banditti di I. A. R. Wylie pubblicato sul The Saturday Evening Post dal febbraio al marzo del 1938.

## Trama
I Carleton sono una famiglia di più o meno noti imbroglioni, truffatori, cacciatori di doti, bari e quant'altro, e sono riusciti a tirare avanti, anche più che dignitosamente, senza avere mai preso parte ad un'attività onesta. La loro più recente possibile vittima è l'anziana signora Ellen Fortune, ricca ereditiera che – nomen omen – possiede appunto una fortuna.
Col pretesto di alleviare la solitudine che la signora Fortune lamenta, essi si insediano nella sua lussuosa casa, e – notando di essere entrati nelle sue grazie – concepiscono il piano di diventare suoi eredi; piano che ha buone possibilità di riuscire, dato l'evidente crescente affetto che l'anziana possidente manifesta verso i Carleton.
Per dare maggiore credibilità all'affetto che i Carleton fingono di ricambiare – al fine di portare a compimento il piano -, e al loro disinteresse per questioni finanziarie, debbono almeno far mostra di essere economicamente indipendenti. Per questo motivo il capofamiglia Anthony Carleton, detto "Sahib", ed il figlio Richard compiono un passo che mai avrebbero pensato di dover affrontare: cercano, e trovano, un lavoro. Richard si impiega presso una compagnia di ingegneria idraulica, e Sahib fa il venditore delle prodigiose automobili Wombat. Ed entrambi iniziano a far carriera.
Nel corso del tempo, però, a seguito di svariati avvenimenti, l'atteggiamento posticcio dei Carleton si tramuta in reale affetto e devozione. La signora Fortune è vittima di un rovescio di salute, che potrebbe portarla alla morte: come inizialmente sperato, ella cambia il suo testamento in modo da designare i Carleton come suoi unici eredi. L'avvocato di Ellen Fortune, a conoscenza del torbido passato dei Carleton, è soddisfatto di poter informarli che – a causa di problemi finanziari, di tassazione, di svalutazione – il reale patrimonio dell'anziana signora si riduce praticamente a zero; verosimilmente, la magione stessa deve essere data per persa. Ma questa rivelazione non è di interesse per i Carleton, a questo punto.
La signora Fortune si riprende. A pazza velocità, al volante della sua Wombat, ella si dirige verso il luogo della sua attuale abitazione: il nuovo cottage dei Carleton – che l'hanno presa con loro -, frutto, finalmente, di onesto lavoro della famiglia.

## Produzione
Il film, diretto da Richard Wallace su una sceneggiatura di Charles Bennett e Paul Osborn con il soggetto di I.A.R. Wylie, fu prodotto da David O. Selznick per la Selznick International Pictures e girato dal 2 maggio 1938 al 26 giugno 1938.
La colonna sonora è opera di Franz Waxman e Heinz Roemheld. Waxman ottenne due nomination agli Oscar. anche il montatore Leon Shamroy fu nominato.

## Distribuzione
Il film fu distribuito con il titolo The Young in Heart al cinema negli Stati Uniti dal 3 novembre 1938 dalla United Artists.
Altre distribuzioni:
- in Francia il 28 gennaio 1939 (La famille sans-souci)
- in Argentina il 23 marzo 1939 (Jóvenes de corazón)
- in Portogallo il 4 aprile 1939 (Viver Não Custa)
- in Finlandia il 23 aprile 1939 (Koko perhe hummaamassa)
- in Danimarca il 19 maggio 1939 (Den letsindige familie)
- in Giappone il 18 marzo 1941
- in Germania Ovest il 23 dicembre 1972 (Gauner mit Herz, in TV)
- negli Stati Uniti il 9 marzo 2001 (Cinefest)
- in Italia (Quattro in paradiso)
- in Jugoslavia (Familija hohstaplera)
- in Brasile (Jovem no Coração)
- in Ungheria (Mindenkit érhet szerencse)
- in Polonia (Mlode serca)
- in Grecia (Oi eftymoi symmoritai)